# Zeche Mecklingsbank
Die Zeche Mecklingsbank ist ein ehemaliges Steinkohlenbergwerk in Essen-Steele-Horst. Das Bergwerk war auch unter den Namen Zeche Mecklenbecks Banck Gerichts Horst, Zeche Merckling Hauß Banck, Zeche Mercklingsbanck, Zeche Mecklingsbanck Gerichts Horst, Zeche Mecklingerbanck und Zeche Mäcklingsbanck bekannt. Das Stollenmundloch des Bergwerks befand sich am heutigen Breloher Steig im Bereich der Eisenbahnunterführung. Das Bergwerk befand sich auf der Grenze zwischen dem Fürstentum Essen und der Grafschaft Mark.

## Geschichte

### Die Anfänge
In den Jahren 1725 bis 1743 war das Bergwerk bereits in Betrieb. Im Jahr 1751 wurde eine neue Mutung eingelegt. Eine weitere Mutung wurde am 19. April des Jahres 1754 von den Gewerken Johann Bergmann und Diederich Schumann eingelegt. Die Mutung wurde auf das Längenfeld Mercklingsbank eingelegt. Die Gewerken gaben bei der Mutung an, sie hätten einen Stollen von der Ruhr aus bis auf das Flöz aufgefahren. Außerdem hätten sie einen Schacht bis auf die Kohle abgeteuft. Da ihnen hierbei große Kosten entstanden waren, beanspruchten die Gewerken ein Feld mit der Länge einer Fundgrube und zuzüglich neun Maaßen. Am 27. Mai desselben Jahres wurde das Längenfeld verliehen. Das Feld reichte von der heutigen Straße Breloher Steig bis zum Schmetterlings Weg. Nach der Verleihung war das Bergwerk in Betrieb, der Stollen wurde in Richtung Osten aufgefahren. Am 16. Juli desselben Jahres wurde das Grubenfeld vermessen.

### Der weitere Betrieb
In den Jahren 1755 bis 1771 war das Bergwerk in Betrieb. Im Jahr 1772 wurde das Bergwerk in Fristen gelegt. Ab dem Jahr 1773 war das Bergwerk wieder in Betrieb. Am 17. Januar des Jahres 1775 teilte Friedrich Johann Müser dem Bergamt mit, dass er aufgrund eines Vertrages vom 1. November des Jahres 1769 Alleineigentümer der Mecklingsbank sei. Im Jahr 1779 nahm Müser noch den Gewerken Ph. Heintzmann mit in die Gewerkschaft auf. Heintzmann gelang es, das Bergwerk in wenigen Jahren technisch aufzurüsten. Im Jahr 1783 wurde die Kohle im Unterwerksbau abgebaut. Der Abbaubereich befand sich bis zu 20 Meter seiger unterhalb der Stollensohle. Aus diesem Grund war es nicht möglich, das Grubenwasser über einen Wasserlösungsstollen abzuleiten. Erschwerend kam hinzu, dass über den bereits tiefer angelegten Stollen bei Ruhrhochwasser dieses Wasser in die Grubenbaue drang. Der Förderschacht 13 war in diesem Zeitraum in Betrieb. Der Schacht war zum Heben des Grubenwassers mit einer Pumpenkunst mit zweifachem Gestänge ausgerüstet. Angetrieben wurde dieser Pumpensatz mittels Pferden. Bedingt durch den Einsatz dieser Pumpenkunst war es nun möglich, eine flache Höhe von 217 Fuß zu erreichen.
Im Jahr 1784 waren bereits mehrere Förderschächte vorhanden. Es wurde in sechs Örtern Unterwerksbau betrieben. Es war ein schwebendes Flöz mit einer Mächtigkeit von vier Fuß und zwei Zoll in Verhieb. Das Flöz hatte einen zwei Zoll mächtigen Bergepacken. Als Abbauverfahren kam der Strossenbau zur Anwendung. Im selben Jahr wurde das Bergwerk durch den Leiter des märkischen Bergamtsbezirkes, den Freiherrn vom Stein befahren. Zu diesem Zeitpunkt war das Bergwerk eines der größten Bergwerke im märkischen Revier. Das Bergwerk war zum Zeitpunkt der Befahrung auf einem sehr hohen technischen Stand. Vom Stein machte in seinem Protokoll Angaben über den Zustand des Bergwerks und die Leistung und Bezahlung der dort beschäftigten Bergleute. Vom Stein war von dem technischen Stand des Bergwerks sehr beeindruckt. Er beorderte den Steiger Westermann mit zwei Hauern ins Schlesische Bergrevier, damit diese den dortigen Bergleuten die Schrämtechniken des Bergwerks lehren würden. Allerdings kehrte Westermann bereits Anfang des darauffolgenden Jahres zurück, um auf der Zeche Mecklingsbank weiter seinen Dienst zu verrichten.

### Die Zeit bis zur Fristung
Am 9. März des Jahres 1787 wurde das Längenfeld Newcastle verliehen. Zu diesem Zeitpunkt war der Steiger Westermann bereits Lehnträger des Bergwerks. Im Jahr 1794 war das Bergwerk nachweislich in Betrieb. Im Jahr 1802 wurde nur geringfügig Abbau betrieben. Im Jahr darauf war das Bergwerk wieder in Betrieb. Im Jahr 1809 waren zwei Flöze in Verhieb, das Bergwerk warf in diesem Jahr Ausbeute ab. Im Jahr 1811 waren die Tagesstrecken 1 und 2 in Betrieb. Zu diesem Zeitpunkt lagen 53 ½ Kuxe in der Hand des Fiskus. Im Jahr 1815 war das Bergwerk noch in Betrieb. Im Jahr 1818 wurde das Bergwerk erneut in Fristen gelegt. Im Jahr 1826 waren die Tagetriebe 1 und 4 in Betrieb. Ab dem Juni des Jahres 1828 wurde das Bergwerk erneut in Fristen gelegt. Im Januar des Jahres 1832 wurde das Bergwerk wieder in Betrieb genommen und das Grubenfeld wurde weiter ausgerichtet. Im Jahr 1834 war das Bergwerk zunächst noch in Betrieb, im Laufe des Jahres wurde es erneut in Fristen gelegt. Im Jahr 1837 wurde das Grubenfeld durch den Eintrachter Erbstollen gelöst. Das Bergwerk lag weiterhin in Fristen. Wann das Bergwerk stillgelegt wurde, ist aus den Unterlagen nicht ersichtlich. Vermutlich wurde die Berechtsame im Jahr 1843 der Zeche Mecklingsbänker Erbstollen zugeschlagen.

## Förderung und Belegschaft
Die ersten Belegschaftszahlen stammen aus dem Jahr 1755, es waren in dem Jahr sechs Bergleute auf dem Bergwerk beschäftigt. Die ersten Förderzahlen stammen aus dem Jahr 1784, in dem Jahr wurde von 42 Bergleuten eine Förderung von 78.600 Ringel Steinkohle erbracht. Im Jahr 1802 wurden 3600 Ringel Steinkohle gefördert. Im Jahr 1827 lag die Förderung bei 137.888 Scheffel Steinkohle. Im Jahr 1834 wurden von drei Bergleuten 7439 Scheffel Steinkohle gefördert. Dies sind auch die letzten bekannten Förder- und Belegschaftszahlen des Bergwerks.